# Rata ratllada sud-africana
La rata ratllada sud-africana (Rhabdomys pumilio) és una espècie de rosegador de la família dels múrids. Viu a altituds de fins a 2.300 msnm a Angola, Botswana, Kenya, Lesotho, Malawi, Moçambic, Namíbia, la República Democràtica del Congo, Sud-àfrica, Eswatini, Tanzània, Uganda, Zàmbia i Zimbàbue. El seu hàbitat natural són les sabanes montanes. És una espècie en risc mínim, és a dir, no sembla que hi hagi cap amenaça significativa per a la seva supervivència. El seu nom específic, pumilio, significa ‘nan’ en llatí.